# Abigail Burton
Pour les articles homonymes, voir Burton.
Pas d'image ? Cliquez ici

a Compétitions nationales et continentales officielles uniquement.

b Matchs officiels uniquement.
Dernière mise à jour le 29 juillet 2025.
Abigail Burton, née le 9 mars 2000 à Castleford (Angleterre), est une joueuse internationale anglaise de rugby à XV et internationale britannique de rugby à sept qui évolue aux postes de troisième ligne centre et de troisième ligne aile. Elle joue aux Ealing Trailfinders.

## Biographie
Née le 9 mars 2000 à Castleford en Angleterre, Abigail Burton est la fille du joueur professionnel de rugby à XIII Danny Burton. Ses frères Joe et Oli sont également des joueurs de rugby à XIII. Elle compte parmi ses amies d'école Jamie Shackleton, qui devient ensuite footballeuse professionnelle. Elle passe son A-level (l'équivalent du baccalauréat) au Hartpury College. Elle est capitaine de l'équipe de rugby à sept qui remporte le titre national des moins de 18 ans. Elle fait ses débuts en équipe première avec le Gloucester-Hartpury RFC en octobre 2017, âgée de 17 ans.[réf. nécessaire]
Elle étudie ensuite les sciences du sport à l'université Saint Mary's, à Londres. Elle se consacre alors au rugby à sept. Elle est notamment capitaine de l'équipe d'Angleterre au tournoi de Kharkiv en 2019.
Fin 2020, elle signe aux Wasps (en).
En 2021, elle est sélectionnée pour les Jeux olympiques de Tokyo avec l'équipe de Grande-Bretagne.
Au printemps 2022, Abigail Burton est victime de fortes altérations du comportement : baisses de moral, pertes de mémoire, isolement social, crises de colère. Après le tournoi de Toulouse, au mois de mai, elle n'a aucun souvenir du dernier match de la compétition, ni de la semaine suivante. Par la suite elle fait même des crises de convulsions. Le corps médical conclue à des troubles mentaux et elle est internée dans un établissement psychiatrique. Ce n'est qu'au bout de quinze jours qu'un diagnostic correct est établi : Abi Burton souffre en réalité d'une encéphalite auto-immune. Le traitement nécessite de la placer dans un coma artificiel durant lequel elle fait deux pneumonies. À ce stade, les médecins ne sont pas en mesure de prédire dans quel état elle se réveillera, son cerveau ayant potentiellement subi des dégâts irréversibles. Elle se réveille au bout de 25 jours sans souvenir d'avoir été hospitalisée. Quand elle apprend la durée des évènements, elle demande les résultats de son équipe aux Jeux du Commonwealth et espère pouvoir participer à la Coupe du monde de rugby à sept au mois de septembre, un objectif complètement irréaliste. Mais ces réactions sont autant de preuves que son cerveau n'a pas été endommagé. Elle a toutefois perdu 19 kg et n'est même plus capable de marcher. Elle entame sa rééducation avec pour objectif les Jeux olympiques de Paris.
En mai 2023, Abi Burton reçoit le Blyth Spirit Award, un prix qui récompense les joueurs et joueuses ayant fait face à diverses épreuves dans leur vie. Au mois de juin elle signe aux Ealing Trailfinders. Elle dispute neuf rencontres de Premiership (six essais marqués).[réf. nécessaire]
En juin 2024, elle est sélectionnée pour les Jeux olympiques de Paris mais avec le statut de réserviste. Elle intègre finalement l'équipe à la suite du forfait d'Amy Wilson-Hardy (en), blessée.
En octobre 2024, elle devient entraineuse de l'équipe de l'université Brunel. Au mois de janvier, elle est convoquée pour un stage avec les Red Roses, l'équipe d'Angleterre de rugby à XV.
En juillet 2025, elle est sélectionnée pour la Coupe du monde de rugby à XV en Angleterre.

## Palmarès

### Rugby à XV
- Vainqueur du Tournoi des Six Nations en 2025.

### Rugby à sept
- Vainqueur du Championnat d'Angleterre de rugby à sept scolaire en 2017.

### Distinctions personnelles
- Récipiendaire du Blyth Spirit Award en 2023.